# Кровообіг
Кровоо́біг — процес постійної циркуляції крові в організмі, що забезпечує його життєдіяльність. Кровоносну систему організму іноді об'єднують із лімфатичною системою в серцево-судинну систему.
Рух крові виникає внаслідок скорочення серця і повертається назад до нього судинами. Кров забезпечує тканини організму киснем, поживними речовинами, гормонами і постачає продукти обміну речовин до органів їх виділення. Збагачення крові киснем відбувається в легенях, а насичення поживними речовинами — в органах травлення. У печінці та нирках відбувається нейтралізація й виведення продуктів метаболізму. Кровообіг регулюється гормонами та нервовою системою. Розрізняють мале (крізь легені) і велике (крізь органи і тканини) кола кровообігу.
Кровообіг — важливий чинник життєдіяльності організму людини і тварин. Кров може виконувати свої різноманітні функції тільки пербуваючи в сталому русі.
Кровоносна система людини і багатьох тварин складається з серця і судин, якими кров рухається до тканин і органів, а потім повертається до серця. Великі судини, якими кров рухається до органів і тканин, називаються артеріями. Артерії розгалужуються на менші артерії — артеріоли, і, нарешті, на капіляри. Судинами, які називаються венами, кров повертається до серця.
Кровоносна система людини та інших хребетних належить до закритого типу — кров за нормальних умов не покидає організм. Деякі види безхребетних мають відкриту кровоносну систему.
Рух крові забезпечує різниця кров'яного тиску в різних судинах.

## Історія дослідження
Ще античні дослідники припускали, що в живих організмах всі органи функціонально пов'язані, тому впливають один на одного. Висловлювалися різні припущення. Гіппократ — «батько медицини», і Арістотель — найвизначніший із грецьких мислителів, що жили майже 2500 років тому, цікавилися питаннями кровообігу і вивчали його. Проте античні уявлення були недосконалі, а в багатьох випадках помилкові. Вони уявляли венозні й артеріальні кровоносні судини як дві самостійні системи, не сполучені між собою. Вважалося, що кров рухається тільки венами, в артеріях натомість, перебуває повітря. Це обґрунтовували тим, що під час розтину трупів людей і тварин у венах кров була, а артерії були порожні, без крові.
Це переконання було спростоване завдяки працям римського дослідника і лікаря Клавдія Галена (130–200). Він дослідно довів, що кров рухається завдяки серцю і артеріями, і венами.
Після Галена аж до XVII століття вважали, що кров з правого передсердя потрапляє в ліве якимсь чином крізь перегородку.
У 1628 році англійський фізіолог, анатом і лікар Вільям Гарвей (1578 — 1657) оприлюднив свою працю «Анатомічне дослідження про рух серця і крові у тварин», в якому вперше в історії медицини експериментально показав, що кров рухається від шлуночків серця артеріями і повертається до передсердя венами. Поза сумнівом, обставиною, яка більше за інших спонукала Вільяма Гарвея до усвідомлення того, що кров обертається, виявилася наявність у венах клапанів, функціонування яких свідчить про пасивний гідродинамічний процес. Він зрозумів, що це могло б мати сенс тільки в тому разі, якщо кров у венах тече до серця, а не від нього, як припустив Гален і як вважала європейська медицина до часів Гарвея. Гарвей був також першим, хто кількісно оцінив серцевий викид у людини, і переважно завдяки цьому, незважаючи на величезну недооцінку (1020,6 г/хв, тобто близько 1 л/хв замість 5 л/хв), скептики переконалися, що артеріальна кров не може безперервно створюватися в печінці, а, отже, вона повинна циркулювати. Таким чином, ним була побудована сучасна схема кровообігу людини й інших ссавців, що містить два кола. Невиясненим залишалося питання про те, як кров потрапляє з артерій у вени.
Саме в рік оприлюднення революційної праці Гарвея (1628) народився Марчело Мальпігі, який через 50 років відкрив капіляри — ланку кровоносних судин, яка сполучає артерії та вени; завершивши таким чином опис замкнутої судинної системи.
Найперші кількісні вимірювання механічних явищ в кровообігу зробив Стівен Гейлс (1677 — 1761), він виміряв артеріальний і венозний кров'яний тиск, об'єм окремих камер серця і швидкість витікання крові з декількох вен і артерій, продемонструвавши таким чином, що велика частина опору перебігу крові припадає на область мікроциркуляції. Вчений вважав, що внаслідок пружності артерій перебіг крові у венах залишається більш-менш сталим, а не пульсує, як в артеріях.
Пізніше, у XVIII і XIX століттях низка відомих гідромеханіків зацікавилися питаннями циркуляції крові і зробили істотний внесок у розуміння цього процесу. Серед них були Леонард Ейлер, Даніель Бернуллі (який був насправді професором анатомії) і Жан Луї Марі Пуазейль (також лікар; його приклад особливо показує, як спроба розв'язати часткове прикладне завдання може привести до розвитку фундаментальної науки). Одним з найвизначніших учених-універсалів був Томас Юнг (1773 — 1829), також лікар, чиї дослідження з оптики, призвели до встановлення хвильової теорії світла і розуміння сприйняття кольору. Інша важлива область досліджень Юнга стосується природи пружності, зокрема властивостей і функції пружних артерій; його теорія розповсюдження хвиль в пружних трубках досі вважається фундаментальним коректним описом пульсового тиску в артеріях. Саме в його лекції з цього питання в Королівському товаристві в Лондоні міститься заява, що «питання про те, яким чином і в якій мірі циркуляція крові залежить від м'язових і пружних сил серця й артерій в припущенні, що природа цих сил відома, повинен стати просто питанням найдосконаліших розділів теоретичної гідравліки».
Схему кровообігу Гарвея розширив Микола Аринчин при створенні в XX столітті схеми гемодинаміки.[джерело?] Виявилося, що скелетні м'язи щодо кровообігу є не лише протічною судинною системою і споживачами крові, «утриманцями» серця, але і органами, які, самозабезпечуючись, є могутніми насосами — периферійним «серцем». За тиском крові, що спричинюється м'язом, він не лише не поступається, але навіть перевищує тиск, підтримуваний центральним серцем, і служить ефективним його помічником. Через те, що скелетних м'язів дуже багато, понад 1000, їхня роль у просуванні крові у здорової і навіть хворої людини, поза сумнівом, велика.

## Кола кровообігу людини

Рух крові крізь серце. Мале коло кровообігу проходить крізь праве передсердя, правий шлуночок, легеневу артерію, судини легень, легеневі вени. Велике коло проходить крізь ліві передсердя і шлуночок, аорту, судини органів, верхню і нижню порожнисті вени. Напрямок руху крові забезпечується клапанами серця.

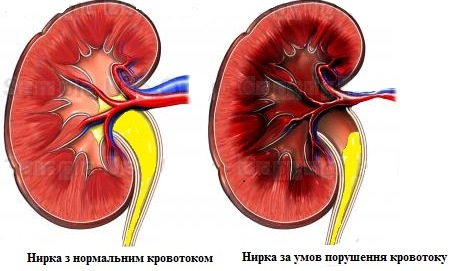

Кровообіг відбувається двома основними шляхами, званими колами: малим і великим колами кровообігу.
Малим колом кров циркулює крізь легені. Рух крові цим колом починається зі скорочення правого передсердя, після чого кров надходить у правий шлуночок серця, скорочення якого штовхає кров в легеневий стовбур. Циркуляція крові в цьому напрямку регулюється передсердно-шлуночковою перегородкою і двома клапанами: тристулковим (між правим передсердям і правим шлуночком), що запобігає поверненню крові до передсердя, і клапаном легеневої артерії, що запобігає поверненню крові з легеневого стовбура в правий шлуночок. Легеневий стовбур розгалужується до мережі легеневих капілярів, де кров насичується киснем шляхом вентиляції легень. Потім кров крізь легеневі вени повертається з легенів у ліве передсердя.
Велике коло кровообігу постачає насичену киснем кров до органів та тканин. Ліве передсердя скорочується одночасно з правим і штовхає кров в лівий шлуночок. З лівого шлуночка кров надходить до аорти. Аорта розгалужується на артерії і артеріоли, а також доповнена, двостулковим (мітральним) клапаном і клапаном аорти.
Таким чином, кров рухається великим колом кровообігу від лівого шлуночка до правого передсердя, а потім малим колом кровообігу від правого шлуночка до лівого передсердя.
Також існують ще два кола кровообігу:
Серцеве коло кровообігу — Це коло кровообігу починається від аорти двома коронарними серцевими артеріями, якими кров надходить у всі шари і частини серця, а потім збирається по дрібних венах у венозний вінцевий синус і закінчується венами серця, що впадають у праве передсердя.
Плацентарне — Відбувається по замкнутій системі, ізольованій від кровоносної системи матері. Плацентарне коло кровообігу починається від плаценти, яка є провізорним (тимчасовим) органом, через котрий плід отримує від матері кисень, поживні речовини, воду, електроліти, вітаміни, антитіла і віддає вуглекислий газ і шлаки.

## Механізм кровообігу
Це твердження повністю справедливо для артерій і артеріол, капілярів та вен в капілярах і венах з'являються допоміжні механізми, про які нижче. Рух артеріальної крові шлуночками відбувається до ізофігмічної точки капілярів, де відбувається викид води і солей в інтерстиціальну рідину і розвантаження артеріального тиску до тиску в інтерстіціальній рідині, величина якого близько 25 мм рт. ст.. Далі відбувається реабсорбція (зворотне всмоктування) води, солей і продуктів життєдіяльності клітин з інтерстіціальної рідини в посткапіляри під дією всмоктувальної сили передсердь (рідинний вакуум — переміщення атріовентрикулярних перегородок, АВП донизу) і далі — самопливом під дією сил гравітації до передсердь. Переміщення АВП вгору призводить до систоли передсердь і одночасно до діастоли шлуночків. Відмінність тисків створюється ритмічною роботою передсердь і шлуночків серця, що перекачує кров з вен в артерії.

## Серцевий цикл

Схема кровообігу

Права половина серця і ліва, працюють узгоджено. Для зручності викладу тут буде розглянута робота лівої половини серця. Серцевий цикл поділяється на загальну діастолу (розслаблення), систолу (скорочення) передсердь, систолу шлуночків. Під час загальної діастоли тиск в порожнинах серця близький до нуля, в аорті повільно знижується з систолічного до діастолічного, в нормі у людини дорівнюють відповідно 120 і 80 мм рт. ст. Оскільки тиск в аорті вищий, ніж в шлуночку, аортальний клапан закритий. Тиск у великих венах (центральний венозний тиск, ЦВТ) становить 2…3 мм рт.ст., тобто трохи вищий, ніж в порожнинах серця, таким чином кров надходить у передсердя і, транзитом, в

Кровообіг в порожнинах серця

шлуночки. Передсердно-шлуночкові клапани в цей час відкриті. Під час систоли передсердь циркулярні м'язи передсердь перетискають вхід з вен в передсердя, що перешкоджає зворотному потоку крові, тиск у передсердях підвищується до 8…10 мм рт.ст., і кров переміщується в шлуночки.
Під час наступної систоли шлуночків тиск в них стає вищим від тиску в передсердях (які починають розслаблятися), що призводить до закриття передсердно-шлуночкових клапанів. Зовнішнім проявом цієї події є I тон серця. Потім тиск у шлуночку перевищує аортальний, внаслідок чого відкривається клапан аорти і починається витіснення крові з шлуночка в артеріальну систему. Розслаблене передсердя в цей час заповнюється кров'ю. Фізіологічне значення передсердь головним чином полягає в ролі проміжного резервуара для крові, що надходить з венозної системи під час систоли шлуночків.
На початку загальної діастоли, тиск у шлуночку падає нижче від аортального (закриття аортального клапана, II тон), потім нижче від тиску в передсердях і венах (відкриття передсердно-шлуночкових клапанів), шлуночки знову починають заповнюватися кров'ю.
Об'єм крові, що викидається шлуночком серця за кожну систолу становить 60…80 мл. Ця величина зветься ударним об'ємом. Тривалість серцевого циклу — 0,8…1 с, що дає частоту серцевих скорочень (ЧСС) 60…70 за хвилину. Звідси хвилинний об'єм кровотоку, як неважко підрахувати, 3…4 л за хвилину (хвилинний об'єм серця, ХОС).

## Артеріальна система
Артерії, які майже не містять гладких м'язів, але мають потужну еластичну оболонку, виконують головним чином «буферну» роль, згладжуючи перепади тиску між систолою і діастолою. Стінки артерій пружно розтяжні, що дозволяє їм прийняти додаткову кількість крові, що «вкидається» серцем під час систоли, і лише помірно, на 50…60 мм рт.ст., підняти тиск. Під час діастоли, коли серце нічого не перекачує, саме пружне розтягнення артеріальних стінок підтримує тиск, не даючи йому впасти до нуля, і тим самим забезпечує безперервність кровотоку. Якраз, розтягування стінки судини, сприймається як удар пульсу. Артеріоли мають розвинену гладку м'язову тканину, завдяки якій здатні активно змінювати власний просвіт і, таким чином, керувати опором кровотоку. Отже на артеріоли доводиться найбільше падіння тиску, і саме вони визначають співвідношення об'єму кровотоку та артеріального тиску. Відповідно, артеріоли називають резистивними судинами.

## Капіляри
Капіляри характеризуються тим, що їх судинна стінка представлена одним шаром клітин, так що вони високопроникні для всіх розчинених у плазмі крові низькомолекулярних речовин. Тут відбувається обмін речовин між тканинною рідиною і плазмою крові. Під час проходження крові крізь капіляри, плазма крові 40 разів повністю оновлюється з інтерстиціальної (тканинної) рідини; обсяг тільки дифузії через загальну обмінну поверхню капілярів організму становить близько 60 л/хв або приблизно 85 000 л/добу; тиск на початку артеріальної частини капіляра 37,5 мм рт. ст.; ефективний тиск становить близько (37,5 — 28) = 9,5 мм рт. ст.; тиск в кінці венозної частини капіляра, спрямований назовні капіляра, становить 20 мм рт. ст.; ефективний реабсорбційний тиск — близько (20 – 28) = – 8 мм рт. ст.

## Венозна система
Від органів, кров повертається крізь посткапіляри у венули і вени в праве передсердя, верхньою та нижньою порожнистими венами, а також по коронарних венах (венах, що повертають кров від серцевого м'яза).
Венозне повернення здійснюється за кількома механізмами. По-перше, базовий механізм — завдяки перепаду тисків у кінці венозної частини капіляра, спрямований назовні капіляра близько 20 мм рт. ст., в ТЖ — 28 мм рт. ст.) і передсердь (близько 0), ефективний реабсорбційний тиск близько (20 — 28) = — 8 мм рт. ст. По-друге, для вен скелетних м'язів важливо, що під час скорочення м'яза тиск «ззовні» перевищує тиск у вені, так що кров «вичавлюється» з вен скороченням м'язів. Присутність же венозних клапанів визначає напрямок руху крові при цьому — від артеріального кінця до венозного. Цей механізм особливо важливий для вен нижніх кінцівок, оскільки тут кров венами піднімається, долаючи гравітацію. По-третє, присмоктувальна роль грудної клітки. Під час вдиху тиск у грудній клітці зменшується нижче атмосферного (який ми приймаємо за нуль), що забезпечує додатковий механізм повернення крові. Величина просвіту вен, а відповідно і їх обсяг, значно перевищують подібні показники артерій. Крім того, гладкі м'язи вен забезпечують зміну їх обсягу в досить широких межах, пристосовуючи їх ємність до мінливої кількості крові яка обертається. Тому, з точки зору фізіологічної ролі, вени можна визначити як «ємнісні судини».

## Визначення показників роботи серця

Метод магнітно-резонансної томографії серцево-судинної системи: ангіографія (схематичний показ)

Ударний об'єм серця — обсяг, який лівий шлуночок викидає в аорту (а правий — в легеневий стовбур) за одне скорочення. У людини дорівнює 50…70 мл. Хвилинний об'єм
кровотоку (Vminute) — обсяг крові, що проходить крізь поперечний переріз аорти (і легеневого стовбура) за хвилину. У дорослої людини хвилинний об'єм приблизно дорівнює 5…7 літрів.
Частота серцевих скорочень (Freq) — число скорочень серця на хвилину.
Артеріальний тиск — тиск крові в артеріях.
Систолічний тиск — найвищий тиск під час серцевого циклу, що досягається до кінця систоли.
Діастолічний тиск — найнижчий тиск під час серцевого циклу, досягається в кінці діастоли шлуночків.
Пульсовий тиск — різниця між систолічним і діастолічним.
Середній артеріальний тиск (Pmean) найпростіше визначити у вигляді формули. Отже, якщо артеріальний тиск під час серцевого циклу є функцією від часу, то
(2)
де tbegin і tend — час початку і кінця серцевого циклу, відповідно. Фізіологічний сенс цієї величини: це такий еквівалентний тиск, що, якби він був постійним, хвилинний об'єм кровотоку не відрізнявся би від спостережуваного в дійсності.
Загальний периферичний опір — супротив, який судинна система надає кровотоку. Прямо, він виміряним бути не може, але може бути обчисленим, виходячи з хвилинного об'єму і середнього артеріального тиску.
(3)
Хвилинний обсяг кровотоку дорівнює відношенню середнього артеріального тиску до периферичного опору.
Це твердження є одним з центральних законів гемодинаміки.
Опір однієї судини з цупкими стінками визначається законом Пуазейля: (4)
де η — в'язкість рідини, R — радіус і L — довжина судини.
Для послідовно з'єднаних судин, опір складається: (5). Термін послідовний опір, може застосовуватися щодо наявних кровоносних судин у певному біологічному органі. Кожен орган забезпечений великою артерією, меншими артеріями, артеріолами, капілярами та венами, розташованими послідовно. Загальний опір кровотоку, є сумою окремих опорів, виражену наступним рівнянням: Rзагал = Raртерії + Raртеріоли + Rкапілярів. Найбільшу частку опору у цьому переліку, становлять артеріоли. Для паралельних судин, складаються провідності: (6). Кожен орган забезпечений артерією, яка відгалужується від аорти. Загальний опір цієї паралельної системи, виражається наступним рівнянням: 1 / Rзагал = 1 / Rн + 1 / Rп + … 1 / Ri, де: Rн, Rп і Ri — опір ниркової, печінкової та інших артерій відповідно. Спільний опір менше, ніж опір будь-якої з окремих артерій. Таким чином, загальний периферичний опір залежить від довжини судин, числа паралельно залучених судин і їх радіусу. Зрозуміло, що не існує практичного способу дізнатися всі ці величини, крім того, стінки судин не є цупкими, а кров не поводиться як класична ньютонівська рідина з постійною в'язкістю. В силу цього, як зазначав В. А. Ліщук в «Математичній теорії кровообігу», «закон Пуазейля має для кровообігу швидше показову, ніж конструктивну роль». Проте, зрозуміло, що з усіх факторів, що визначають периферичний опір, найбільше значення має радіус судин (довжина в формулі стоїть в 1-у степені, радіус же — в 4-му), і що цей же фактор — єдиний, здатний до фізіологічної регуляції. Кількість і довжина судин постійні, радіус може змінюватися залежно від тонусу еластичних судин, головним чином, артеріол.
З урахуванням формул (1), (3) і природи периферичного опору, стає зрозуміло, що середній артеріальний тиск залежить від об'ємного кровотоку, який визначається головним чином серцем (див. (1)) і тонусу судин, переважно артеріол.
↑ Деякі вчені вважають, що Андреа Чезальпіно був першим, ще до Гарвея, який відкрив кровообіг — він описав велике коло кровообігу.
↑ Арінчін Н. І., Борисевич Г. Ф. Мікронасосна діяльність скелетних м'язів при їх розтягуванні. — Мн.: Наука і техніка, 1986—112 с [1]
↑ Klinke R., Pape H-Ch., Silbernagle S. Physiologie — Stuttgart, 2005, S. 155. ISBN 3-13-796005-3

### Кількісні показники та їх взаємозв'язок

Серцевий викид і центральний венозний тиск визначається на серцево-судинній діаграмі як точка перетину кривої серцевої діяльності та кривої дії судин.

Розрізняють системи низького та високого тиску. Система низького тиску охоплює вени серцево-судинної системи, праве серце, судини малого кола кровообігу, ліве передсердя і лише під час діастоли, також і лівий шлуночок. Система високого тиску залучає лівий шлуночок під час систоли, а також артерії й артеріоли кровоносної системи. Система низького тиску містить майже 85 % обсягу крові.
Якщо розмовною мовою говорити про кров'яний тиск, то мають на увазі кров'яний тиск в артеріях, які перебувають в системі кровообігу. Він коливається між систолою (фазою викиду серця) та діастолою (фазою наповнення чотирьох порожнин серця) і виражається як подвійне значення цих двох фаз. Спочатку дається систолічне, а потім діастолічне значення. В середньому ці показники становлять від 130 до 190 гПа (100—140 мм рт. ст.) для систоли і від 80 до 120 гПа (60-90 мм рт. ст.) для діастоли. Різниця між систолічним і діастолічним артеріальним тиском, називається амплітудою пульсу, амплітудою артеріального тиску або пульсовим тиском.
Ударний об'єм серця (Vcontr) — обсяг, який лівий шлуночок викидає в аорту (а правий — в легеневий стовбур) за одне скорочення. У людини дорівнює 50-70 мл.
Хвилинний об'єм кровотоку (Vminute) — обсяг крові, що проходить крізь поперечний переріз аорти і легеневого стовбура за хвилину. У дорослої людини хвилинний об'єм приблизно становить 5-7 літрів.
Частота серцевих скорочень (Freq) — число скорочень серця на хвилину.
Артеріальний тиск — тиск крові в артеріях.
Систолічний тиск — найвищий тиск під час серцевого циклу, що досягається до кінця систоли.
Діастолічний тиск — найнижчий тиск під час серцевого циклу, досягається в кінці діастоли шлуночків.
Пульсовий тиск — різниця між систолічним і діастолічним.
Середній артеріальний тиск (Pmean) найпростіше визначити у вигляді формули. Отже, якщо артеріальний тиск під час серцевого циклу є функцією від часу, то
(2) {\displaystyle P_{mean}={\frac {\int _{t_{begin}}^{t_{end}}P(t)\,dt}{t_{end}-t_{begin}}}}
де tbegin і tend — час початку і кінця серцевого циклу, відповідно.
Фізіологічний зміст цієї величини: це такий еквівалентний тиск, що при постійності, хвилинний об'єм кровотоку не відрізнявся би від спостережуваного в дійсності.
Загальний периферичний опір — опір, який судинна система надає кровотоку. Безпосередньо не можна виміряти опір, але його можна обчислити, виходячи з хвилинного об'єму і середнього артеріального тиску.
(3) {\displaystyle V_{minute}={\frac {P_{mean}}{R_{perif}}}}
Хвилинний об'єм кровотоку дорівнює відношенню середнього артеріального тиску до периферійного опору.
Це твердження є одним з центральних законів гемодинаміки.
Опір однієї судини з твердими стінками визначається законом Пуазейля: (4) {\displaystyle Resist={\frac {8\eta L}{\pi R^{4}}}}
де {\displaystyle \eta } — в'язкість рідини, R — радіус і L — довжина судини.
Для послідовно залучених судин, опір визначається: (5) {\displaystyle Resist_{series}=\sum _{n=1}^{N}Resist_{n}}
Для паралельних судин, вимірюється провідність: (6) {\displaystyle {\frac {1}{Resist_{parallel}}}=\sum _{n=1}^{N}{\frac {1}{Resist_{n}}}}

## Еволюція
- Згідно теорії еволюції, вперше серце як повноцінний орган відзначається у риб: серце тут двокамерне, з'являється клапанний апарат і серцева сумка.

- Кровоносні системи поділяють на целомічні, судинні та змішані.[5]

- Кровоносні системи ракоподібних мають значне різноманіття.[6]

### Кровообіг у риб
Докладніше: Кровоносна система риб
Кровоносна система риб проводить кров від серця крізь зябра та тканини тіла. На відміну від серця інших хребетних, серце риб не пристосоване для відокремлення (навіть часткового) збагаченої киснем крові від незбагаченої. Структурно серце риб являє собою послідовну вервечку з двох камер, заповнених деоксигенованою (венозною) кров'ю: венозний синус, передсердя, шлуночок та артеріальний конус. Камери серця розділені клапанами, які дозволяють крові під час скорочення стінок серця, рухатись лише в прямому напрямку (від венозного синуса до артеріального конуса), але не навпаки.